# Santiago Mataix Soler
Santiago Mataix i Soler (Alcoi, 1871 - València, 1918) fou un periodista i polític valencià, diputat a les Corts durant la restauració borbònica
De jovenet col·laborà amb diversos diaris d'Alcoi, Es llicencià en dret a la Universitat de València i es doctorà a la Universitat de Madrid, i després treballà al bufet de José Canalejas y Méndez, qui el va introduir al Partit Liberal i a la redacció d'El Heraldo de Madrid, del quan en fou corresponsal a les Filipines durant la guerra Guerra Hispano-estatunidenca. Allí va conèixer el general Polavieja, del que en fou secretari personal. Això el va enemistar amb Canalejas, però tot i això fou elegit diputat del Partit Conservador per Alacant a les eleccions generals espanyoles de 1899 i 1901.
El 1902 Francisco Silvela li demanà que tornés al Partit Liberal d'Alacant. Fou director d'El Diario Universal de Madrid (1903-1904), des d'on defensà la política d'Antoni Maura i Montaner, i diputat per Tremp a les eleccions generals espanyoles de 1905. El 1907 va fundar la revista El Mundo i fou senador per la província d'Àvila el 1910 i el 1916, i per la província de Zamora el 1918.